# Kapelle St. Murezi

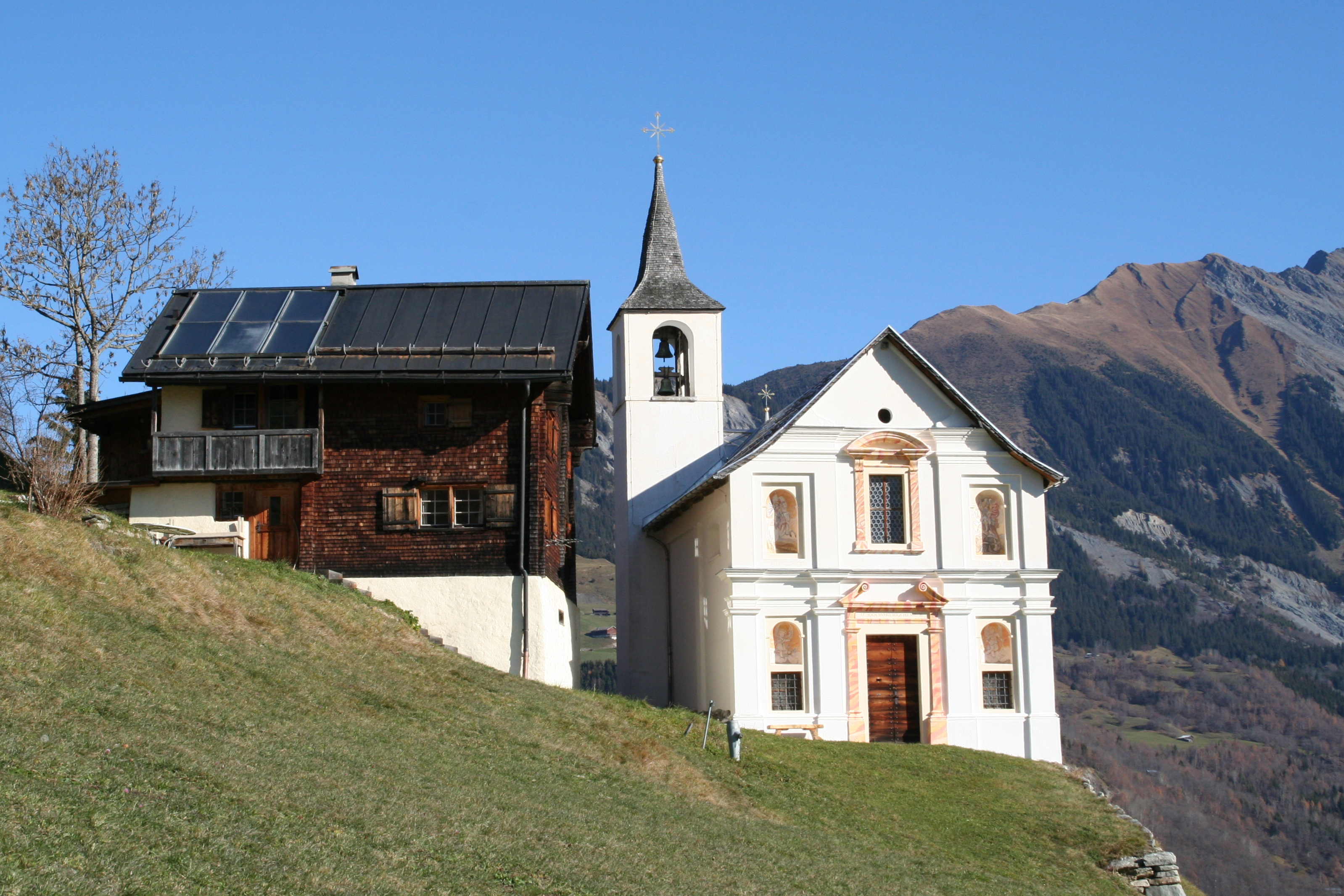
Ansicht von Westen

Die Kapelle St. Murezi (Kapelle des Heiligen Mauritius) steht etwas mehr als einen Kilometer nordöstlich von Cumbel im Val Lumnezia im schweizerischen Kanton Graubünden.

## Geschichte

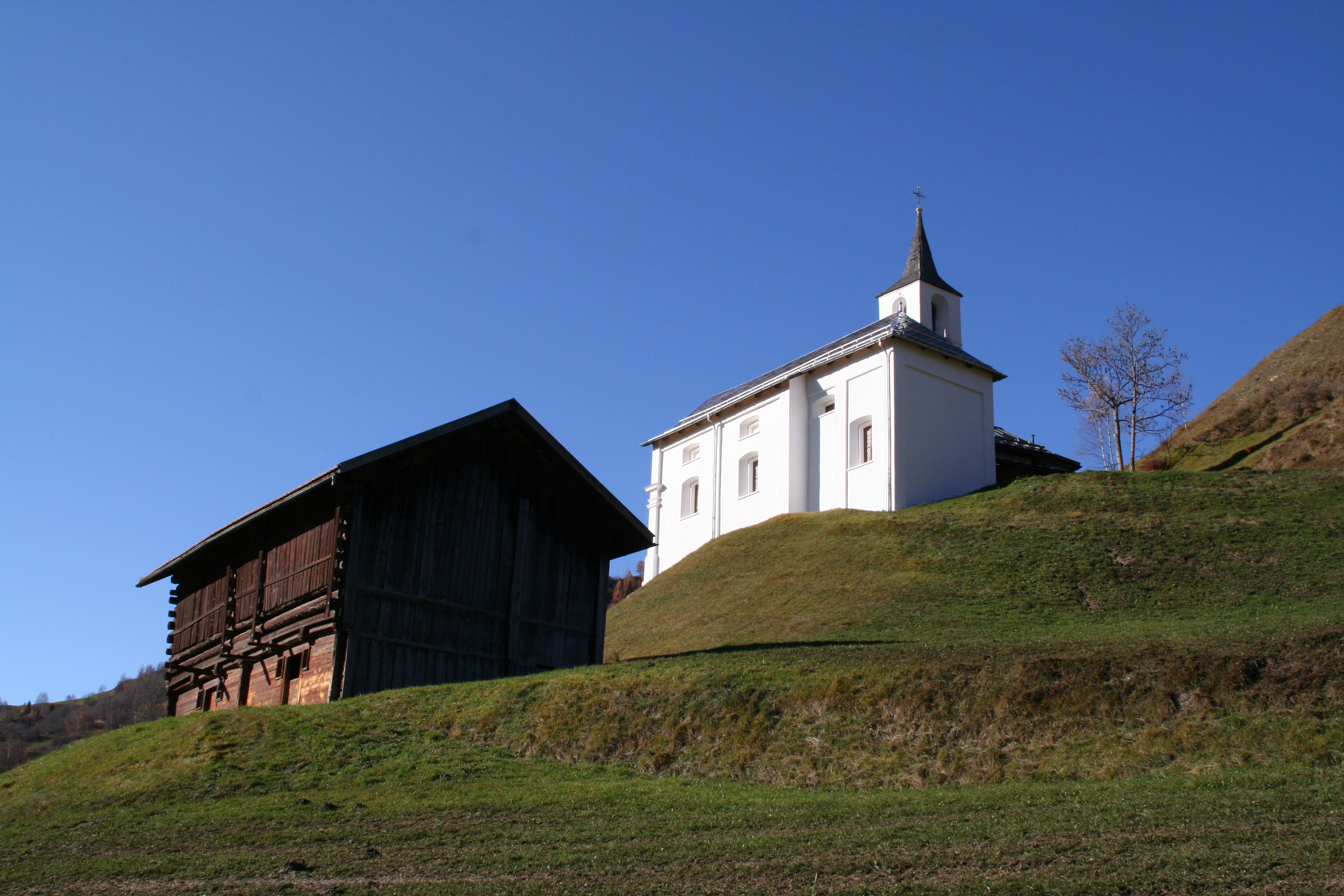
Ansicht von Südosten

St. Murezi wird in einem karolingischen Urbar als ecclesia St. Mauritii in conspectu um 840 erstmals erwähnt und ist damit wohl die älteste Kirche im Tal. 1703 wurde berichtet, dass die Kirche alt und baufällig sei. Pläne, sie talwärts näher an die Strasse zu verlegen, scheiterten am Einspruch des Bischofs. 1716 wurde sie unter Verwendung der seitlichen Schiffsmauern eines Vorgängerbaus aus dem 11. oder 12. Jahrhundert neu gebaut und am 30. Januar 1716 mit drei Altären geweiht. Das Schiffsgewölbe stammt aus dem Jahr 1749.
Es handelt sich um einen geosteten Barockbau mit Tonnengewölbe mit dreiseitig geschlossenem Chor. Die Fassade in sechs Kompartimente eingeteilt; die Malereien in den Nischen sind neueren Datums.
Der Choraltar stammt aus dem Jahr 1717; das Altarbild zeigt Mauritius zu Pferd. Das Giebelbild mit dem heiligen Mauritius und seinen Gefährten aus einem älteren Altar um 1610 wurde vermutlich von Hans Jakob Greutter aus Brixen gemalt. Auf den gemauerten Seitenaltären steht eine Figur des heiligen Joseph aus dem 18. Jahrhundert und eine Madonna aus dem Beginn des 20. Jahrhunderts.
1935 und 1998–99 wurde die Kirche renoviert, gleichzeitig wurden archäologische Untersuchungen durchgeführt. Bis zum Ende des 19. Jahrhunderts war St. Mauritius Ziel einer Prozession der Talschaft.

## Galerie

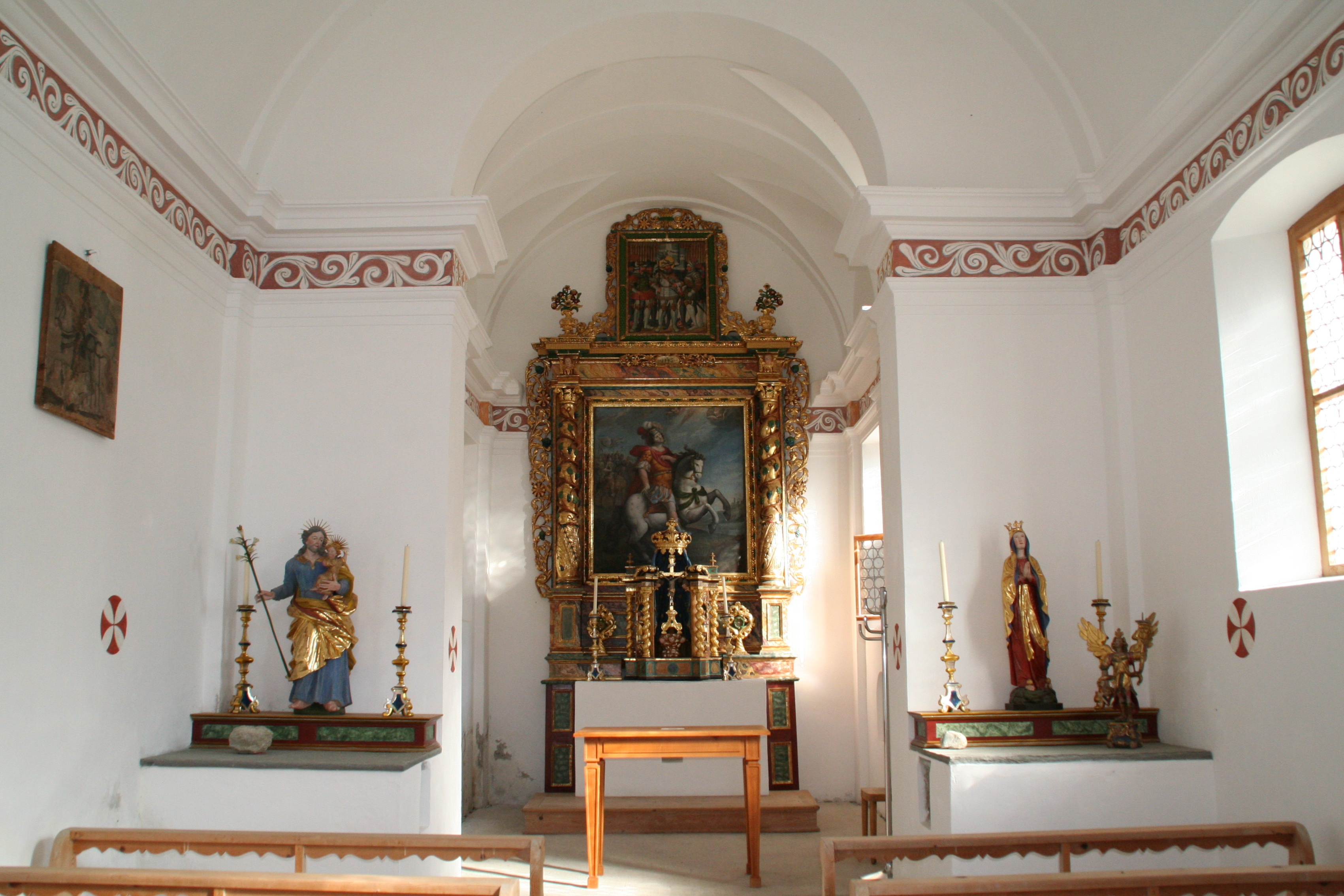
Innenraum
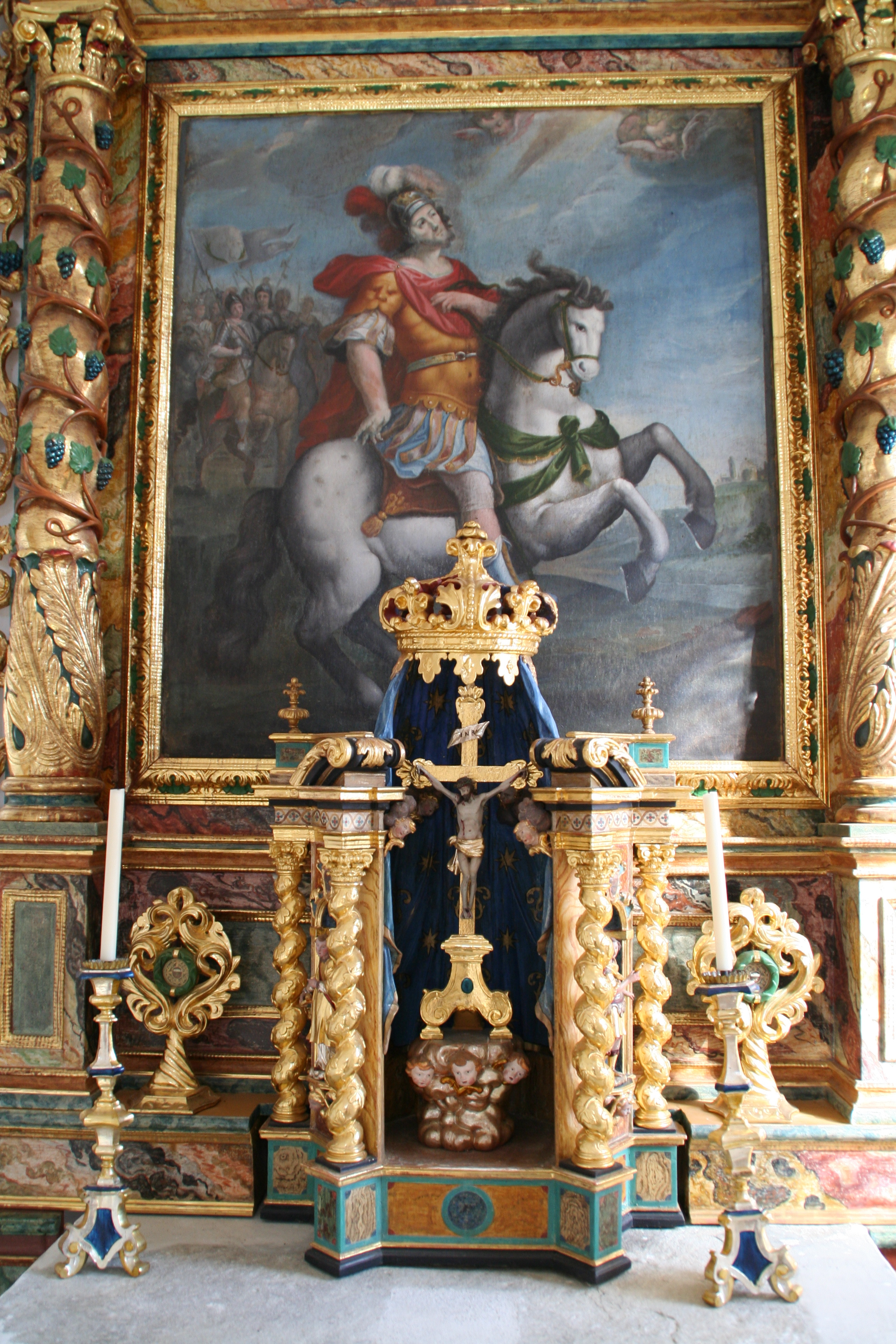
Altar
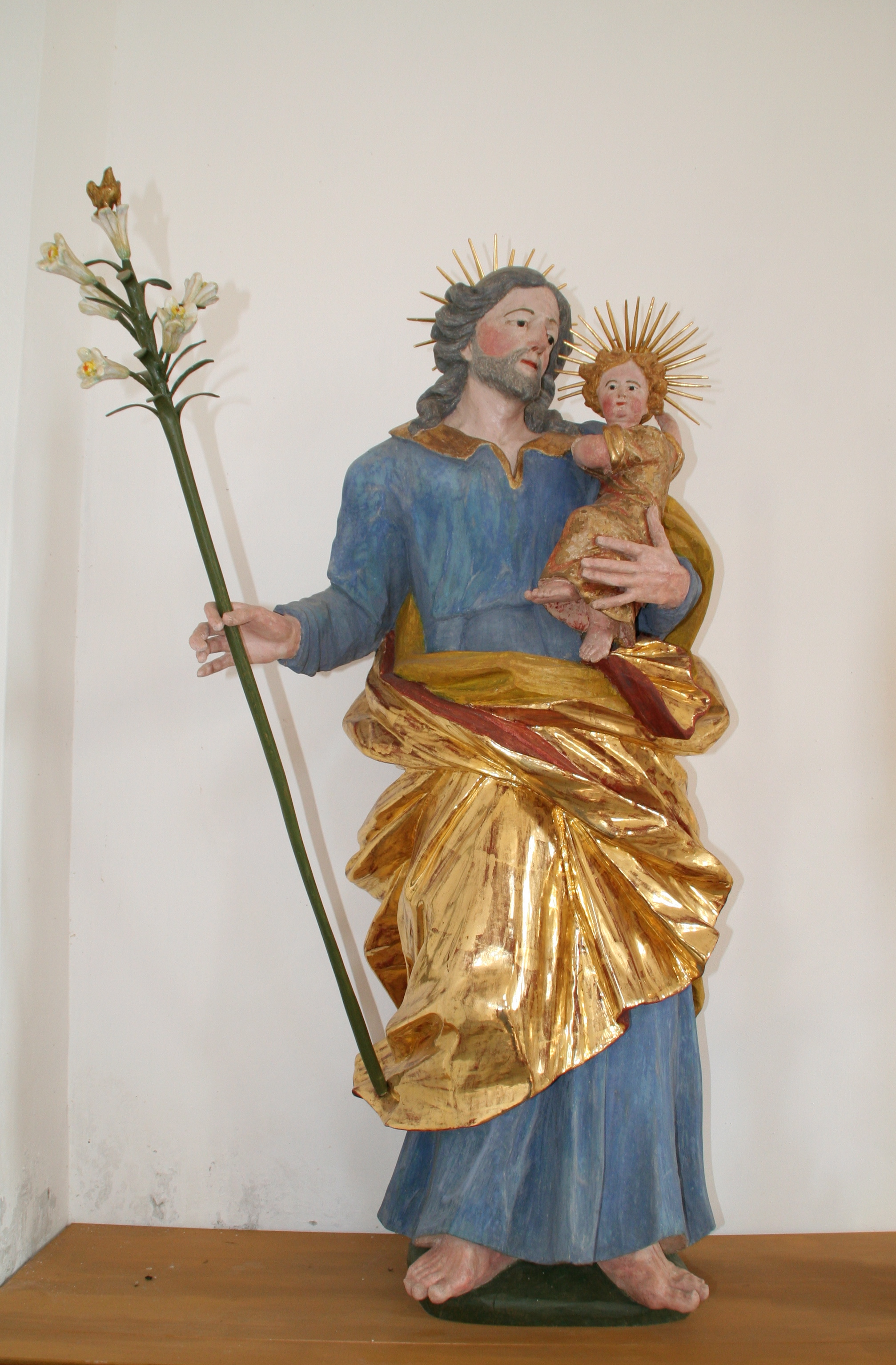
Joseph
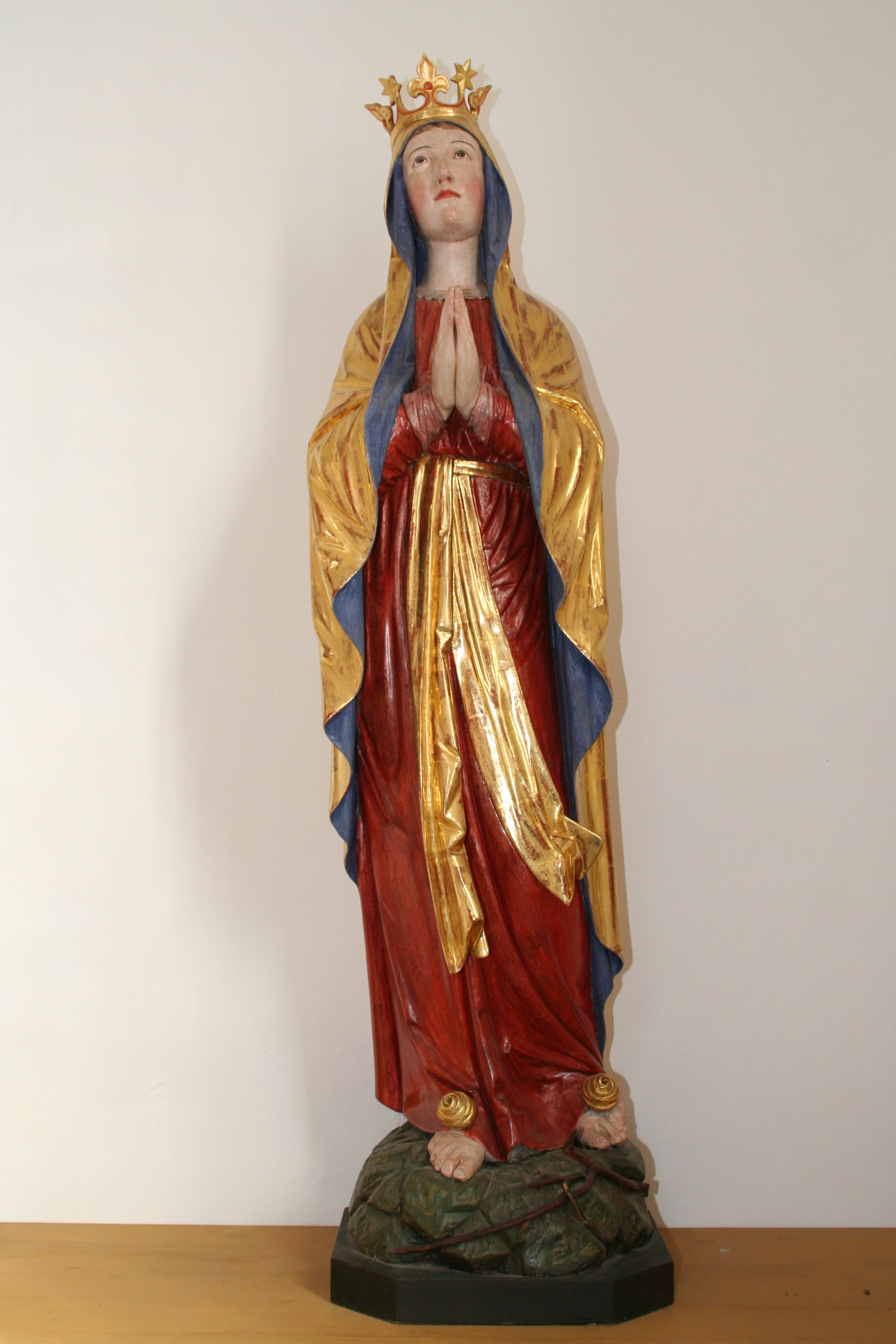
Madonna